# Estación de Servicio Orbital Rusa
La Estación de Servicio Orbital Rusa (en ruso: Российская орбитальная служебная станция, Rossiyskaya orbital'naya sluzhebnaya stantsiya) (ROSS) es una propuesta de estación espacial orbital rusa cuya construcción está prevista para 2025. Inicialmente una evolución del concepto del Complejo de Ensamblaje y Experimento Pilotado Orbital (OPSEK), ROSS se convirtió en planes para una nueva estación espacial rusa independiente construida desde cero sin módulos del Segmento Orbital Ruso de la EEI.

## Resumen
En abril de 2021, los responsables de Roscosmos anunciaron sus planes de abandonar el programa de la Estación Espacial Internacional después de 2024, alegando la preocupación por el estado de sus envejecidos módulos. El 26 de julio de 2022, Roscosmos anunció que se había tomado la decisión de retirarse del programa de la EEI después de 2024. Una nueva estación espacial, denominada Estación Espacial Orbital Rusa, operada íntegramente por Roscosmos, sería lanzada a partir de mediados de la década de 2020. La primera misión tripulada está prevista para 2026.
ROSS operará en una órbita sincrónica al sol a 400 km de altura, lo que le permitirá vigilar toda la superficie de la Tierra, especialmente la región del Ártico. Esta órbita permitirá que la estación cumpla dos funciones importantes: observaciones de alta frecuencia de Rusia desde el espacio y un acceso más fácil a la estación en comparación con la EEI, lo que permitirá realizar más experimentos médicos y fisiológicos que los que se pueden realizar actualmente en el segmento orbital ruso de la EEI.

## Módulos previstos
El NEM-1, también conocido como Módulo de Potencia Científica 1 (SPM-1), será el módulo central de ROSS. Inicialmente previsto para ser lanzado a la Estación Espacial Internacional en 2024, el NEM-1 se someterá a 1,5-2 años de rediseño para preparar el módulo para su nuevo papel como parte de ROSS. A partir de abril de 2021, está previsto que el NEM-1 se lance en 2025 en un vehículo de lanzamiento Angara A5 desde el cosmódromo de Vostochny y que el nuevo módulo central (similar al NEM-1) se lance en 2028.
Se prevé que ROSS incluya hasta siete módulos, siendo el año 2035 la fecha prevista para su finalización. La primera fase de construcción constará de cuatro módulos: el módulo base NEM-1, un NEM mejorado, un módulo de nodo y un módulo de puerta de enlace. La segunda etapa incluirá módulos de logística y producción, así como un módulo de plataforma para el servicio de las naves espaciales. También se está estudiando la posibilidad de crear un módulo comercial para hasta cuatro turistas espaciales.